# Dalian Metro
Metro Dalian (chinesisch 大连轨道交通, Pinyin Dàlián Gǔidào Jiāotōng) ist das Netz des schienengebundenen öffentlichen Personennahverkehrs in der Stadt Dalian im Nordosten Chinas. Es umfasst sowohl Linien, die einer S-Bahn ähnlich sind und mit Dalian Rapid Transit bezeichnete werden, wie auch U-Bahn-Linien. 2021 waren fünf Metrolinien in Betrieb. Die Nummerierung der Linien wurde 2017 geändert.

## Geschichte
Dalian hatte in der ersten Hälfte des 20. Jahrhunderts ein ausgedehntes Straßenbahnnetz. Die erste Linie wurde am 25. September 1908 eröffnet, bis 1950 erreichte das Netz mit 11 Linien eine Länge von 65,9 km. Nach 1950 ließ das große Bevölkerungswachstum in Dalian den Straßenverkehr anwachsen, so dass dieser zunehmend die Straßenbahnen behinderte. Die Verkehrsbehörde der Stadt beschloss deshalb, das Straßenbahnnetz zu verkleinern, und stellte bis 1980 nach und nach den Betrieb auf insgesamt acht Straßenbahnlinien ein. In dieser Zeit entstand der erste Plan für ein U-Bahn-System.
Die Einstellung von Straßenbahnlinien konnte aber die mit dem weiterhin anwachsenden Straßenverkehr einhergehenden Probleme wie Verkehrsstaus und Luftverschmutzung nicht lösen. Das Straßenbahnnetz war mittlerweile auf drei Linien geschrumpft. Die Verkehrsbehörde versuchte umweltfreundliche Trolleybus-Linien einzuführen: neben einer ersten 1960 eröffneten heute 7,5 km langen Linie vom Bahnhof zum Malan Platz folgte 1977 eine zweite Linie vom Bahnhof in Richtung Süden auf der Route der ehemaligen Straßenbahn Linie 6. Die Oberleitungsbusse blieben aber ebenso wie die anderen Busse im Verkehr stecken. An Stelle des Ausbaues des Trolleybusnetzes wurde deshalb 1987 erstmals im Richtplan 1990–2010 ein 82,4 km langes, von der Straße getrenntes, öffentliches schienengebundenes Nahverkehrssystem vorgeschlagen. Als erstes wurde die Straßenbahnlinie 202 nach dem Vorbild der Tunnelstrecke Milchbuck–Schwamendingen der Strassenbahn Zürich umgebaut und 1999 in Betrieb genommen.
Im Jahr 2000 wurde ein Richtplan 2000–2020 erstellt, der Straßenbahn, U-Bahn, Rapid Transit System und Regionalverkehrsstrecken enthält, wobei das Rapid Transit System bezüglich der Stationsabstände einer S-Bahn entsprechen, aber auf einer neu zu bauenden Strecke mit Zügen betrieben werden soll, die wie bei U-Bahnen große Stehplatzflächen bieten und durch viele Türen einen schnellen Fahrgastwechsel erlauben. Im September 2000 begann der Bau der beinahe 50 Kilometer langen Linie 3, welche die Innenstadt mit der Dalian Development Area und dem Strand in Jinshitan verbindet. Die Probefahrten begannen im Oktober 2002 und am 1. Mai 2003 wurde der Regelbetrieb aufgenommen. 2004 folgt die Verlängerung bis zum Bahnhof Dalian. Diese Linie wurde durch eine als Linie 7 bezeichnete Zweigstrecke nach Jinzhou ergänzt, die am 28. Dezember 2008 eröffnet wurde.
Im Juni 2009 wurde mit dem Bau der durch die Innenstadt führenden U-Bahn-Linie 1 und der zum Nordbahnhof, Sportzentrum und Flughafen führenden U-Bahn-Linie 2 begonnen, die ursprünglich 2012 eröffnet werden sollten. Eine Reihe von Tunneleinstürzen im März 2010 führten zu einem zeitweiligen Baustopp. Die Eröffnung der beiden Linien erfolgte dann im Jahr 2015. Zusammen mit der Linie 3 nach Jinshitan, der Zweiglinie nach Jiuli sowie der 2013 eröffneten Straßenbahnlinie 202 (R2) ergab sich ein Netz mit einer Länge von 141 km. Im Jahre 2014 folgte die 40 km lange Linie 12 und am 28. Dezember 2021 die 43 km lange Linie 13 mit 12 Stationen, die im automatisierte Fahrbetrieb (ATO) betrieben wird.
2017 wurde die Nummerierung der Linien geändert. Ursprünglich war die Linie 2 im Vollausbau als Ringlinie vorgesehen und die Linie 1 hätte von Hekou über Xi'an-Straße nach Haizhiyun geführt. Nach der Änderung führt die Linie 2 vom Flughafen über Xi'an-Straße nach Haizhiyun und die Linie 1 vom Nordbahnhof über Xi'an-Straße nach Hekou.

## Dalian Rapid Transit

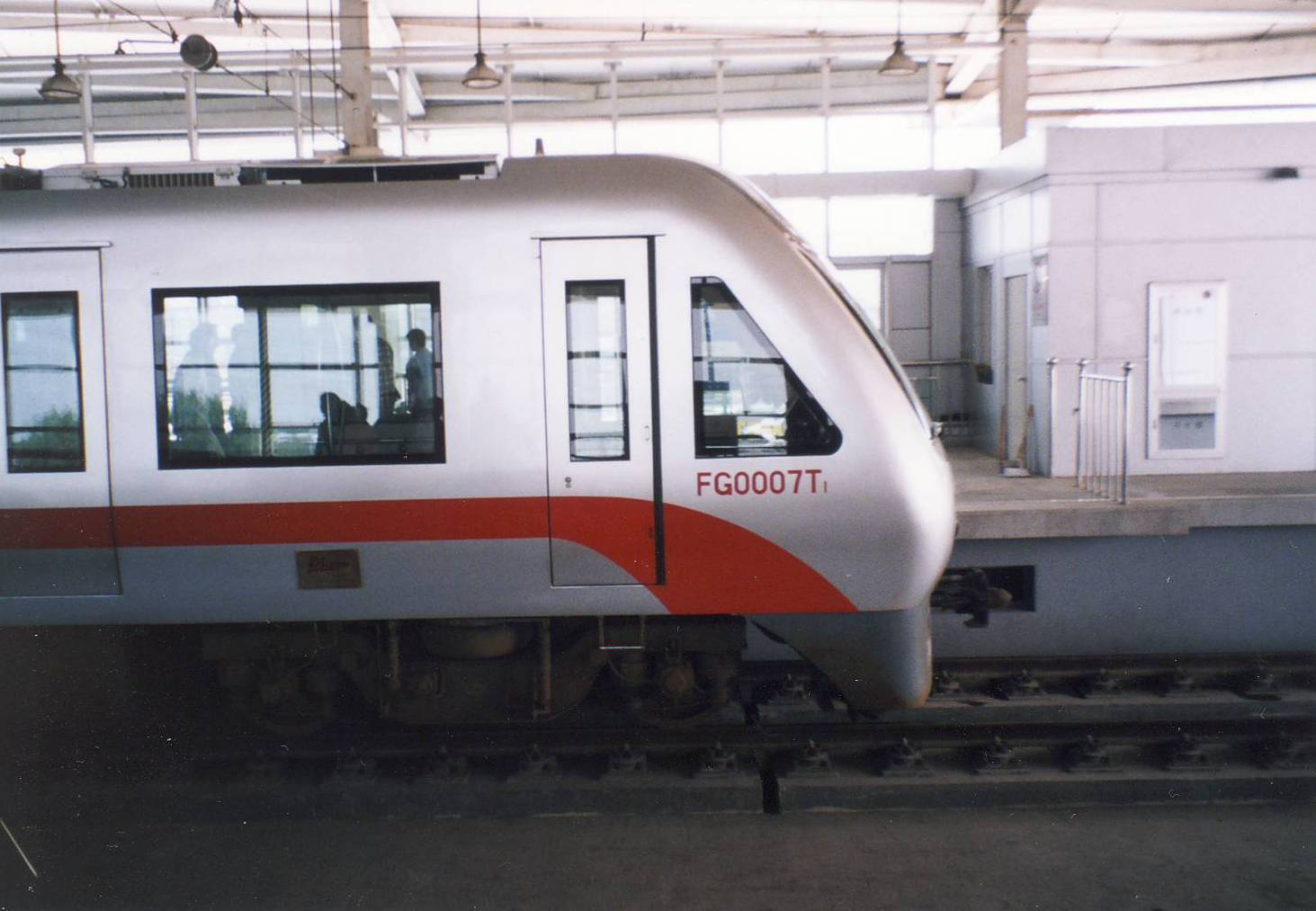
Zug der Dalian Rapid Transit mit aerodynamisch optimierte Front

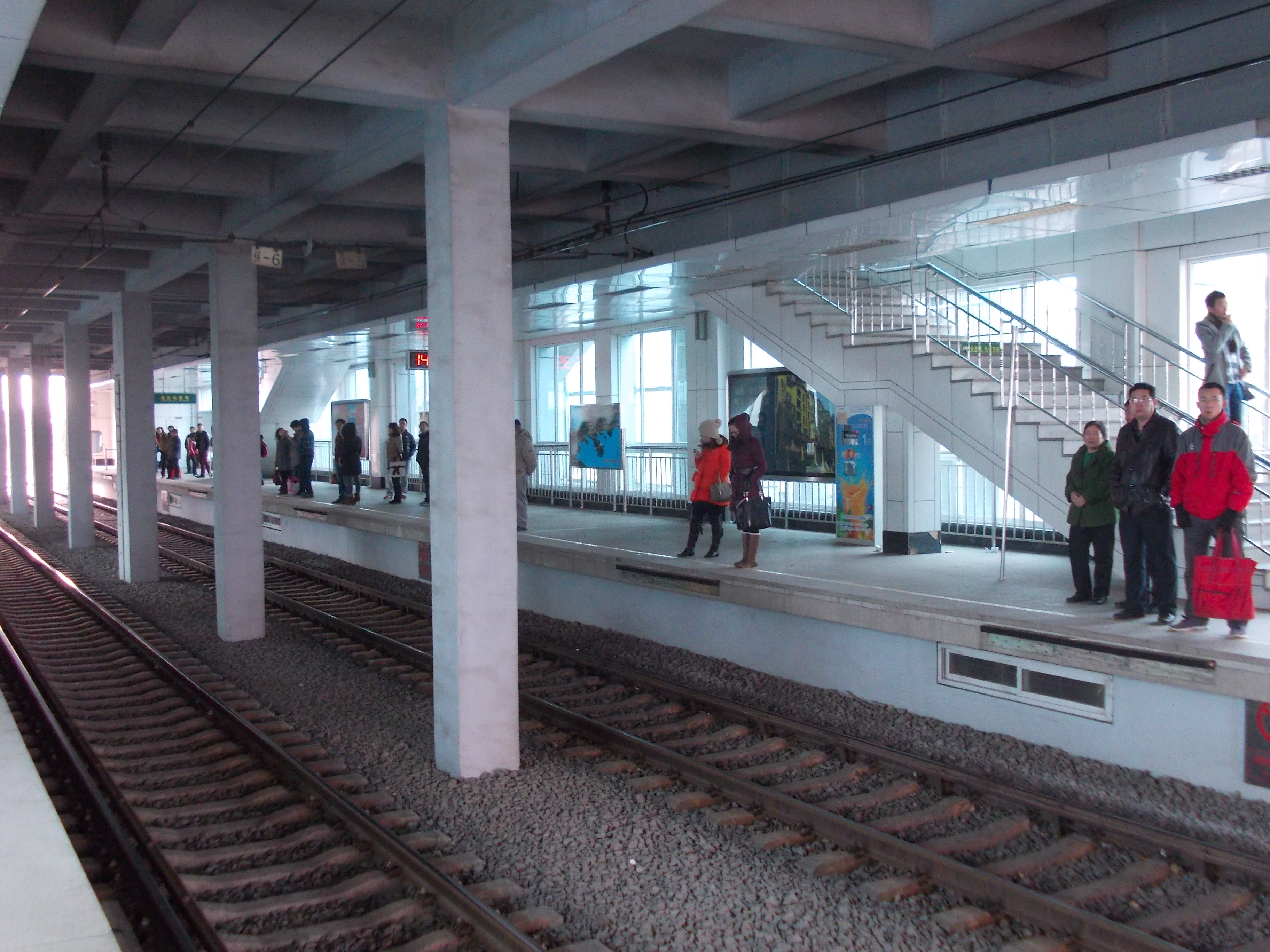
Station Baoshuiqu an der Dalian Rapid Transit Linie 3

Zum Dalian Rapid Transit System gehören die fünf Linien 1, 2, 3, 12 und 13. Die Linien 1 und 2 sind klassische U-Bahn-Linien mit einer durchschnittlichen Stationsdistanz von 1,3 km. Die übrigen Linien haben den Charakter einer S-Bahn mit Stationsabständen zwischen zwei und vier Kilometern. Die Hauptlinie der Linien 3 und die Linie 12 verlaufen oberirdisch, wobei einige Abschnitte als Hochbahn angelegt sind. Die Zweigstrecke der Linie 3 und die Linie 12 sind als Hochbahnen trassiert, wobei die Linie 12 geländebedingt einige Tunnel aufweist. Die normalspurigen Gleise sind auf Schotter verlegt und mit einer Oberleitung für 1500 V Gleichspannung überspannt. Alle Stationen haben Seitenbahnsteige und sind überdacht.
Die Züge verkehren tagsüber von 05:30 Uhr bis 23:20 Uhr, nachts ist der Betrieb eingestellt. In der Nebenverkehrszeit fahren die Züge im Abstand von zehn Minuten, in der Hauptverkehrszeit im Abstand von fünf Minuten und in den Schwachverkehrszeiten im Abstand von 20 Minuten.
Die zwanzig vierteiligen Züge wurden von der lokalen Lokomotivfabrik DLoco in zwei Serien zu zehn Stück geliefert. Sie erreichen eine Höchstgeschwindigkeit von 100 km/h und benötigen für die 48,58 km lange Linie 3 mit Bedienung der Stationen 52 Minuten, was eine Durchschnittsgeschwindigkeit von 64 km/h entspricht. Die Wagen fassen 800 Fahrgäste, davon 176 auf Sitzplätzen. Sie sind 78 m lang, 2,8 m breit und 3,8 m hoch, die Achslast beträgt 14 Tonnen. Der Antrieb erfolgt durch acht Asynchronfahrmotoren mit einer Leistung von insgesamt 1440 kW. Die Züge sind von U-Bahn-Zügen abgeleitet und besitzen eine aerodynamisch optimierte Front.

### Fahrkarten
Der volle Fahrpreis zwischen den Bahnhof Dalian und Jinshitan beträgt acht Yuan, zwischen dem Bahnhof Dalian und Jiuli sieben Yuan. Die Pearl Card ist eine vergünstigte Monatskarte im Chipkarteenformat.

## Netzwerk

Karte der Metro-Linien mit den Namen der Stationen in Englisch

| Linie | Endstationen                                | Endstationen                                                                     | Eröffnet | Letzte Erweiterung | Gesamtlänge in km | Anzahl Stationen | Charakter der Strecke bezüglich Trassierung und Stationsabständen                                                   |
| ----- | ------------------------------------------- | -------------------------------------------------------------------------------- | -------- | ------------------ | ----------------- | ---------------- | --- |
| 1     | Yaojia (nähe Bahnhof Dalian Nord)           | Hekou 12 (bei Dalian Software Park)                                              | 2015     | 2017               | 28,34             | 22               | U-Bahn |
| 2     | Xinzhaizi (bei Flughafen Dalian-Zhoushuizi) | Haizhiyun (Haijunguangchang / Navy Plaza Street)                                 | 2015     | 2018               | 25,74             | 21               | U-Bahn |
| 3     | Dalian Railway Station                      | Hauptstrecke: Gloden Pebble Beach Zweigstrecke: Dalian Development Area–Jiuli 13 | 2003     | 2008               | 63,45             | 18               | oberirdisch verlaufende S-Bahn, teilweise als Hochbahn trassiert, die Zweigstrecke verläuft durchgehen als Hochbahn |
| 12    | Hekou 1 (bei Dalian Software Park)          | Lushun New Port                                                                  | 2013     | 2017               | 40,35             | 8                | S-Bahn als Hochbahn mit geländebedingten Tunnel                                                                     |
| 13    | Jiuli 3                                     | Pulandian Zhenxing Street                                                        | 2021     | —                  | 43,15             | 12               | oberirdisch verlaufende S-Bahn mit Hochbahnabschnitten                                                              |

### Linie 1
Die Linie 1 mit der Kennfarbe Grün verläuft in Nord-Süd-Richtung, etwas westlich und weitgehend parallel zur zuerst eröffneten Linie 3. Nördlicher Endpunkt ist die Station Yaojia, ihr folgt die Station Dalian North Railway Station bei dem Ende 2012 eröffneten Nordbahnhof, wo Umsteigemöglichkeit zur Eisenbahn besteht. Die Station Xi'an Road ist Umsteigebahnhof zur Linie 2. Die Linie 1 wurde im Jahr 2015 zunächst bis zur Station Fuguo Road eröffnet und im Jahr 2016 um eine weitere Station bis Convention & Exhibition Center verlängert. Im Juni 2017 wurde der Streckenabschnitt bis zum Endbahnhof Hekou eröffnet, wo Umsteigemöglichkeit auf die Linie 12 besteht.
2012 bestellte Dalian Metro 18 Züge von CNR Dalian für den Betrieb der Linie 1. Diese B2-Züge ähneln denen, die bei der U-Bahn Peking und bei der Shenyang Metro eingesetzt sind, werden aber wie die bereits gelieferten Züge eine aerodynamisch optimierte Front erhalten. Die Innenbeleuchtung wird in LED-Technik ausgeführt.
Ursprünglich sollte die Linie bis nach Lüshunkou, dem ehemaligen Port Arthur, verlängert werden. Aus dem Abschnitt Lüshunkou–Hekou wurde aber die Linie 8, die heute als Linie 12 bezeichnet wird. In der Planung der 2010er-Jahre war der Abschnitt nördlich von Xi'an Road der Linie 2 zugeteilt, dafür führte die Linie 1 zum Bahnhof Dalian und dem Haizhiyun Park.

### Linie 2
Die Linie 2 mit der Kennfarbe Tiefseeblau wurde wie die Linie 1 im Jahr 2015 eröffnet. Sie verbindet das Stadtzentrum von Dalian mit dem Flughafen Dalian-Zhoushuizi im Nordwesten. Endstation in der Innenstadt war die Station Conference Center, früher in Englisch Huiyizhongxin bezeichnet, die sich in unmittelbarer Nähe der Hafenanlagen befindet. 2017 folgte die Verlängerung im Osten bis Haizhiyun, 2018 wurde beim Flughafen die Linie um eine Station bis Xinzhaizi verlängert.
Die Linie verläuft zunächst parallel zur Küste westwärts am Bahnhof Dalian über Xi'an Road, wo zur Linie 1 umgestiegen werden kann bis Hongqi West Road, wo sie nach Norden abbiegt und über den Flughafen die Endstation Xinzhaizi erreicht.
2012 bestellte Dalian Metro 20 Sechs-Wagen-Züge von CNR Dalian für den Betrieb der Linie 2, welche baugleich denjenigen der Linie 1 sind.
In der Planung der 2010er-Jahre war die Linie 2 als Ringlinie vorgesehen, die durch den nördlich von Xi'an Road liegenden Ast der Linie 1 geschlossen worden wäre. Die Linie 1 hätte dafür den östlich von Xi'an Road liegende Teil der Linie 2 übernommen.

### Linie 3
Die Linie 3 des Schnellbahnsystems trägt die Kennfarbe Magenta. Sie verbindet den Bahnhof Dalian in der Innenstadt mit der Dalian Development Area – eine Sonderwirtschaftszone, in der ausländische Direktinvestition gefördert wurden, und Jinshitan. Ein Drittel der Strecke ist als Hochbahn ausgeführt, der Rest befindet sich auf Straßenniveau. Am 1. Mai 2003 wurde das Teilstück von der Station Xianglujiao in der Innenstadt bis Golden Pebble Beach in Jinshitan eröffnet, Ende 2004 folgte die Verlängerung um eine Station bis zum Bahnhof Dalian.
2008 wurde die Zweiglinie von Dalian Development Area bis Jiuli in Jinzhou Betrieb genommen. Diese Linie wurde zuerst als Linie 7 bezeichnet. Sie verläuft von der Abzweigung 14,3 km in Richtung Nordosten bis zur Endstation Jiuli. Entlang der als Hochbahn ausgeführten Linie werden sechs weitere Stationen bedient.

### Linie 12
Die Schnellbahnlinie 12 mit der Kennfarbe Blauviolett verbindet Lüshunkou mit Dalian. Die Strecke ist 42,6 km lang und bedient vorerst acht Haltestellen, weitere sechs sind geplant. Der Bau begann am 8. Mai 2009, die Eröffnung war für Ende 2011 geplant, erfolgte dann aber erst am 30. Dezember 2013 von Lushun New Port bis Caidaling und im Juni 2017 erfolgte die Einführung in die Station Hekou.
Ursprünglich sollte Lüshunkou mit einer Verlängerung der Straßenbahnlinie 202 an Dalian angebunden werden, die als Linie 4 bezeichnet wurde und auch Orte an der Nordküste der Halbinsel erschließen sollte. Die ursprünglich als Linie 8 bezeichnete Strecke folgt dem ursprünglich der Verlängerung der Linie 1 zugeordnetem Trasse entlang der Südküste der Halbinsel. Die Station Hekou hat vier Gleise an zwei Inselbahnsteigen, womit ein bahnsteiggleicher Übergang zur Linie 1 möglich ist.

### Linie 13
Die Schnellbahnlinie verbindet Jiuli am Endpunkt der Zweigstrecke der Linie 3 mit Pulandian. Die Strecke ist 43,15 km lang und wurde am 28. Dezember 2021 eröffnet. Sie verläuft oberirdisch und ist teilweise als Hochbahn angelegt. Die Züge fahren im automatisierten Fahrbetrieb (ATO).
Die S-Bahn-Linie verbindet den Dalian Jinzhou New District mit dem Puwan New District und bedient 11 Stationen. Sie führt in der Verlängerung der Linie 7 von deren Endstation Jiuli nach Nordosten bis Pulandian zur Endstation an der Puwan Zhenxing Straße. Die Trasse folgt mehrheitlich der Autobahn Shenyang-Haikou und der Fernverkehrslinie. Die Hälfte der Strecke (21,8 km) ist als Hochbahn gebaut, der Rest verläuft auf Straßenniveau, mit Ausnahme eines 900 m langen Tunnels. Der Bau der Strecke wurde im August 2010 begonnen, die Eröffnung war für 2014 geplant, erfolgte aber erst im Dezember 2021. Das Projekt dürfte ungefähr 6,5 Milliarden ¥ gekostet haben.
Für den Betrieb wurden 20 Rapid-Transit-Züge beschafft, die einen Sechsminutentakt ermöglichen. Eine spätere Verdichtung auf einen Zweiminutentakt soll durch die Beschaffung von weiteren 40 Zügen möglich sein. Die Gesamtreisezeit von der Endstation an der Puwan Zhenxing Straße bis zum Bahnhof in Dalian beträgt 90 Minuten, wovon 36 Minuten auf die Linie 10 entfallen. Der Fahrpreis für die ganze Strecke beträgt 15 ¥. Wie auf den anderen Rapid-Transit-Strecken sollen die Züge nur zwischen 06:00 und 22:00 verkehren.

## Im Bau befindliche Linien
| Linie | Endstationen       | Endstationen                                   | Baubeginn | geplante Eröffnung | Gesamtlänge in km | Anzahl Stationen |
| ----- | ------------------ | ---------------------------------------------- | --------- | ------------------ | ----------------- | ---------------- |
| 2     | Xinzhaizi          | Nordbahnhof 1                                  | 2009      | 2022               | 37,5              | 29               |
| 4     | Yingchengzi        | Longtushi (im petrochemischen Industriegebiet) | 2021      | 2027               | 27,9              | 20               |
| 5     | Hutan New District | Houguancun 1                                   | 2017      | 2023               | 24,48             | 18               |

### Linie 2
Die Linie 2 mit der Kennfarbe Tiefseeblau ist eine 37,6 km lange Linie, die von Haizhiyun zur Xi'an-Straße führt und dann weiter mit einer Linienführung in der Form des Buchstaben C über den Flughafen zum Nordbahnhof führt. Der Bau erfolgt in zwei Etappen.  Der erste 25,74 km lange südliche Abschnitt Haizhiyun–Xinzhaizi ist bereits in Betrieb. Es fehlt noch der 11,76 km lange Nordabschnitt Xinzhaizi–Nordbahnhof der 2022 fertiggestellt werden soll.

### Linie 4
Die Linie 4 mit der Kennfarbe Braun ist eine 27,9 km lange West-Ost-Verbindung im nördlichen Teil der Stadt, die 20 Stationen bedient. Sie beginnt in Yingchengzi und führt nach Longtushi. Der Bau begann im Februar 2021, der erste Abschnitt Yingchengzi–Suoyuwan soll 2027 fertiggestellt sein. Er ist 23,01 km lang und bedient 17 Stationen. Sie bietet in Songjiang Road Umsteigemöglichkeit zur Linie 1, in Xinzhaizi zur Linie 2, in Jingia Street zur Linie 3 und in Suoyuwan zur Linie 5.

### Linie 5
Die 24,5 km lange Linie 5 mit der Kennfarbe Rot beginnt im Wohngebiet Hutan New Area am Strand und führt nach Norden nach Houguancun. Die Endhaltestelle liegt neben der Schnellfahrstrecke Harbin–Dalian, die aber an dieser Stelle keinen Bahnhof aufweist. Die Station der Linie 5 soll später auch von der verlängerten Linie 1 benutzt werden, deren Inbetriebnahme für 2027 vorgesehen ist. Hauptbauwerk ist der 2,9 km lange Unterwassertunnel durch den Hafen von Dalian. Der Bau der Linie begann im März 2017, die Eröffnung ist für 2023[veraltet] vorgesehen. Im März 2022 war die Linie im Rohbau fertiggestellt und auf der Hälfte der Strecke waren bereits die Gleise verlegt.

### Geplante Linien
| Linie | Endstationen                      | Endstationen    | Baubeginn | geplante Eröffnung | Gesamtlänge in km | Anzahl Stationen |
| ----- | --------------------------------- | --------------- | --------- | ------------------ | ----------------- | ---------------- |
| 1     | Yaojia (nähe Bahnhof Dalian Nord) | Xinjichang      |           | 2027               | 13,6              | 3                |
| 7     | Gangwan Square 2                  | Lily Villa      |           | zurückgestellt     | 16,5              | 15               |
| 13    | Jiuli 3                           | Nordbahnhof 1 2 |           |                    |                   |                  |

#### Linie 1
Die 13,2 km lange nördliche Verlängerung der Linie 1 bedient drei zusätzliche Stationen. In Houguancun entsteht eine Umsteigestation zur zukünftigen Linie 5. Die Linie wird den im Bau befindlichen Flughafen Dalian–Jinzhouwan bedienen. Es ist die dritte und letzte Bauetappe der Linie 1.

#### Linie 7
Die Linie 7 mit der Kennfarbe Orange ist eine 16,5 km lange West-Ost-Verbindung südlich des Stadtzentrums, die 15 Stationen bedient. Sie beginnt in Lily Villa im Westen und führt zum Harbour Square im Osten, wodurch eine Verbindung des Hightech-Parks im Südwesten mit dem traditionellen Stadtzentrum beim Zhongshan-Platz entsteht. Die Linie 7 entlastet die Station Xi'an-Straße von den umsteigenden Fahrgästen, die von der Linien 1 auf die Linie 2 wechseln oder in die andere Richtung umsteigen. Sie bildet im südlichen Teil der Stadt eine West-Ost-Verbindung ohne Umsteigen. Bei Lily Villa ist ein Betriebshof vorgesehen. Das Projekt wurde 2018 zurückgestellt.

#### Linie 13

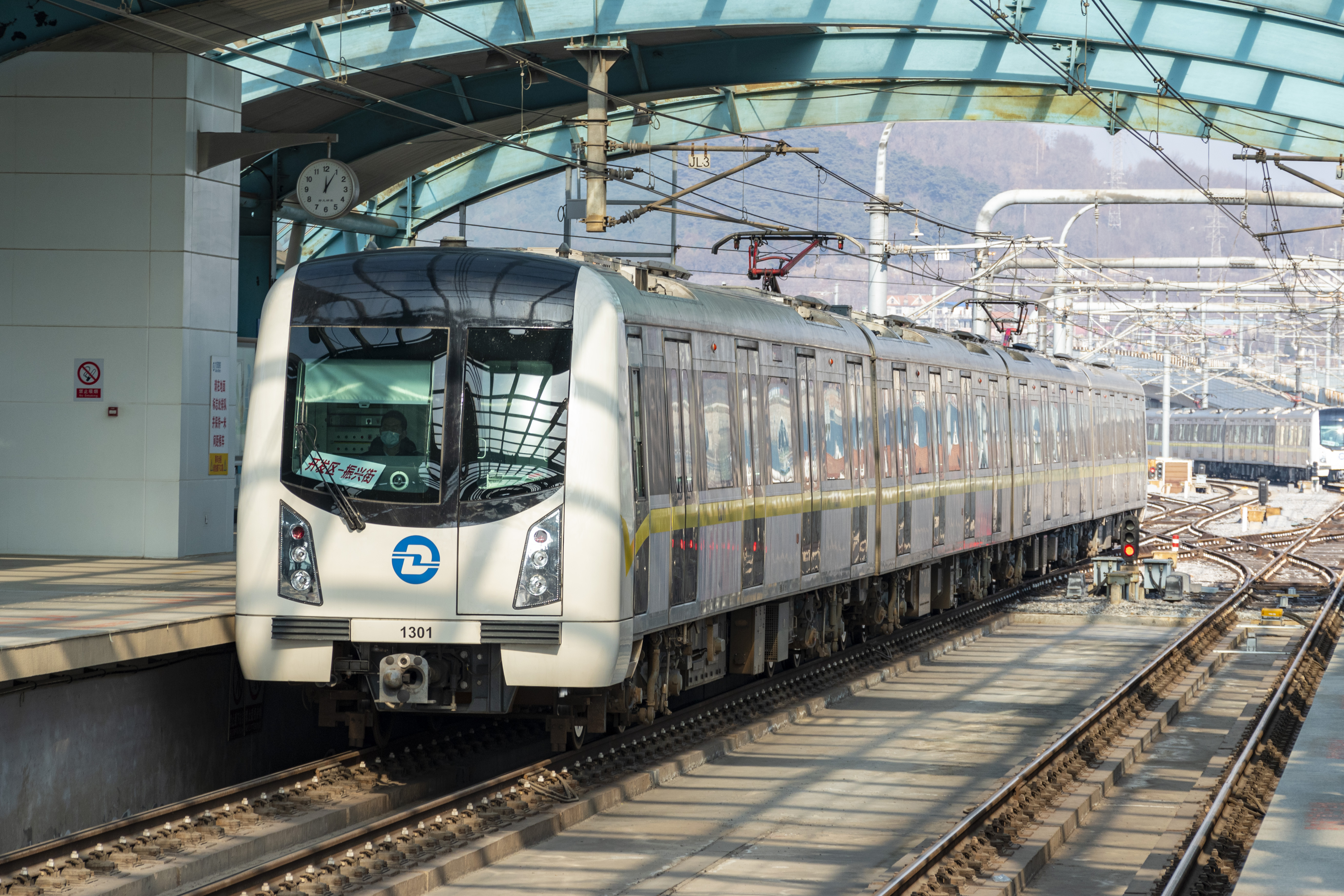
Zug der Linie 13

Im Dezember 2021 wurde der erste 43,15 km lange Abschnitt der Linie 13 eröffnet, eine zweite 22 km lange Etappe ist geplant. Sie verbindet Jiuli am Südende der ersten Etappe mit dem Nordbahnhof, wo die Fahrgäste auf die Linien 1 und 2 umsteigen können. Östlich vom Nordbahnhof benutzt sie auf einem kurzen Abschnitt die Gleise der Linie 3 und bedient auch die Station Houyan bevor sie nach Norden in Richtung Jiuli abbiegt. Die südliche Verlängerung der Linie 13 bietet eine schnellere Verbindung ohne Umsteigen von Pulandian zum Nordbahnhof.

### Langfristige Planung
In der langfristigen Planung von 2017 sind 13 U-Bahn- und S-Bahn-Linien mit einer Gesamtlänge von 592,5 km enthalten:
| Linie | Endstationen                  | Endstationen       | Baubeginn     | geplante Eröffnung | Gesamtlänge in km | Anzahl Stationen |
| ----- | ----------------------------- | ------------------ | ------------- | ------------------ | ----------------- | ---------------- |
| 6     | Hutan New District            | Xiajiahezi         | nicht geplant |                    | 28,2              | 26               |
| 8     | Xiaoping Island               | Qipanmo            |               |                    | 30,7              |                  |
| 8     | Flughafen Dalian–Jinzhouwan 1 | Xiaoyao Bay        |               |                    | 29,6              |                  |
| 10    | Changjiangao                  | Peking Bay         |               |                    | 42,8              |                  |
| 11    | Lushun                        | World Trade Center |               |                    | 82,4              |                  |
| 13    | Pulandian Zhenxing Street     | Wafangdian         |               |                    | 22,3              |                  |
| 14    | Xiaoyaowan                    | Changdianbao       |               |                    | 47,3              |                  |
| 15    | Changxing Island              | Bahnhof Shihe      |               |                    | 51                |                  |
| 16    | Bahnhof Shihe                 | Taiping Bay        |               |                    | 69,9              |                  |
| 17    | Maojiatun                     | Piyang             |               |                    | 63,4              |                  |
| 18    | Zaofang                       | Sanshilibao        |               |                    | 44                |                  |
| 19    | Shagangzi                     | Xiaowangtun        |               |                    | 43,2              |                  |
| 20    | Fort                          | Gaofu Bridge       |               |                    | 24                |                  |